# Michał Józef Zamoyski
Michał Józef Zamoyski (ur. 7 kwietnia 1785 na Pradze, zm. 29 grudnia 1844 w Lublinie) – major Wojsk Polskich.
Był synem Franciszka Zamoyskiego i Rozalii z Głowackich. 14 kwietnia 1807 wstąpił jako szwoleżer do 5 kompanii 1 pułku szwoleżerów Gwardii Cesarskiej. 1 września 1807 był brygadierem furierem 7 kompanii; 15 maja 1811 awansował na wachmistrza w 4 kompanii.
26 czerwca 1812 służył jako podporucznik w 5 kompanii; 11 sierpnia 1812 przeszedł w stopniu porucznika do 3 pułku szwoleżerów gwardii, 11 kwietnia 1813 został przeniesiony do 1 pułku szwoleżerów.
Walczył w kampaniach 1808–1814. Brał udział w bitwach pod Burgos, Somosierrą, Madrytem, Santa Cruz, Benavente, Aspern-Essling, Wagram, Znojmem, Almeidą, Cidurą, Rodrigo, Witebskiem, Borodino, Berezyną, Lützen, Budziszynem, Dreznem, Lipskiem, Hanau, Brienne, Montmirail, Laon, Château-Thierry, Arcis-sur-Aube.
W armii Królestwa Polskiego od 13 lutego 1815 porucznik 4 pułku ułanów; 2 kwietnia 1820 awansowany do stopnia kapitana.
6 listopada 1830 wziął dymisję w stopniu majora z pozwoleniem noszenia munduru. Zmarł na zapalenie płuc.
Odznaczenia:
- Kawaler Legii Honorowej[3] 13 grudnia 1809 nr 26941,
- Order Cesarski Zjednoczenia w 1813[4]
- Znak Honorowy za 15 lat służby w 1830[5].